# كفتاجي

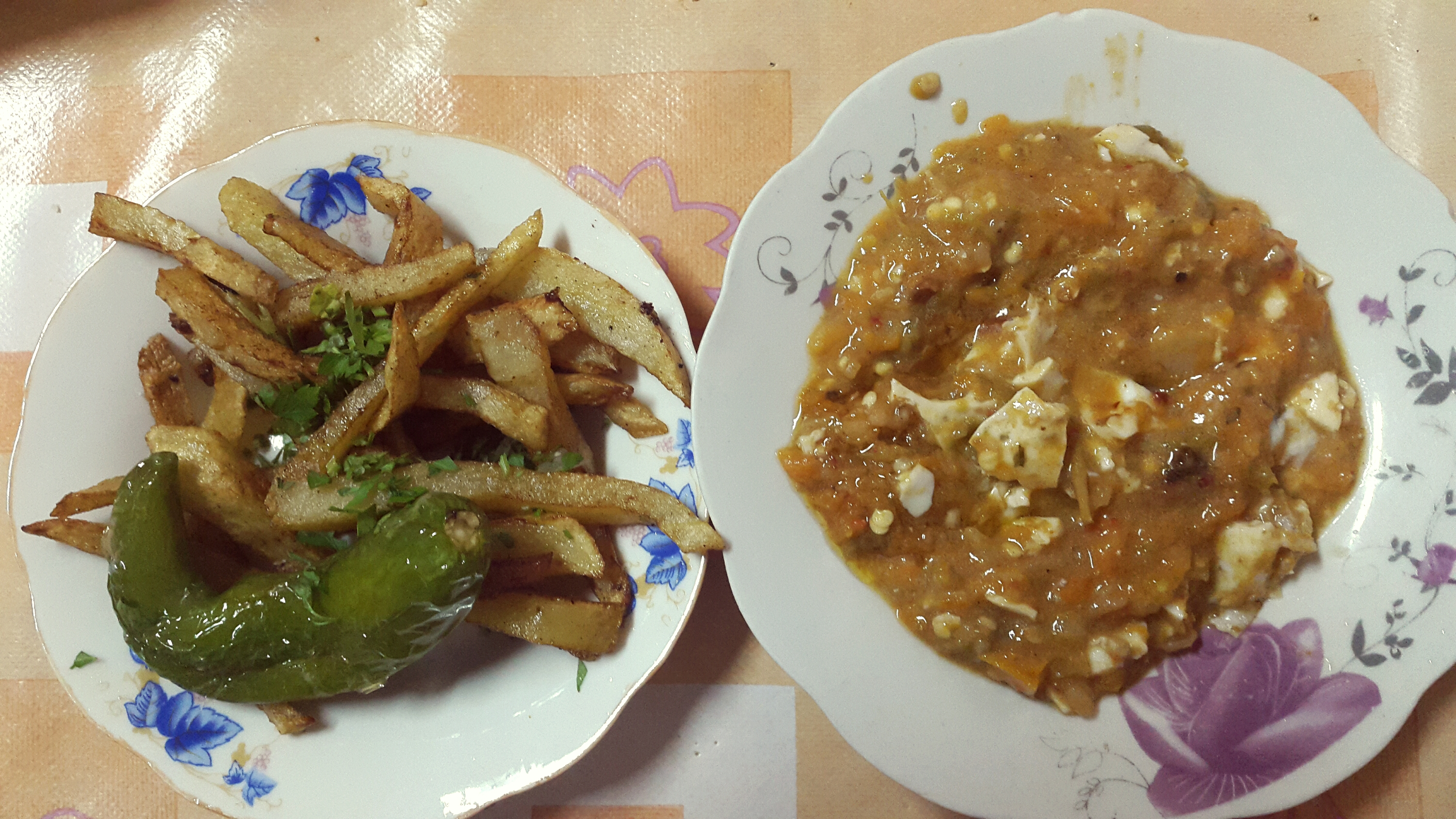
كفتاجي

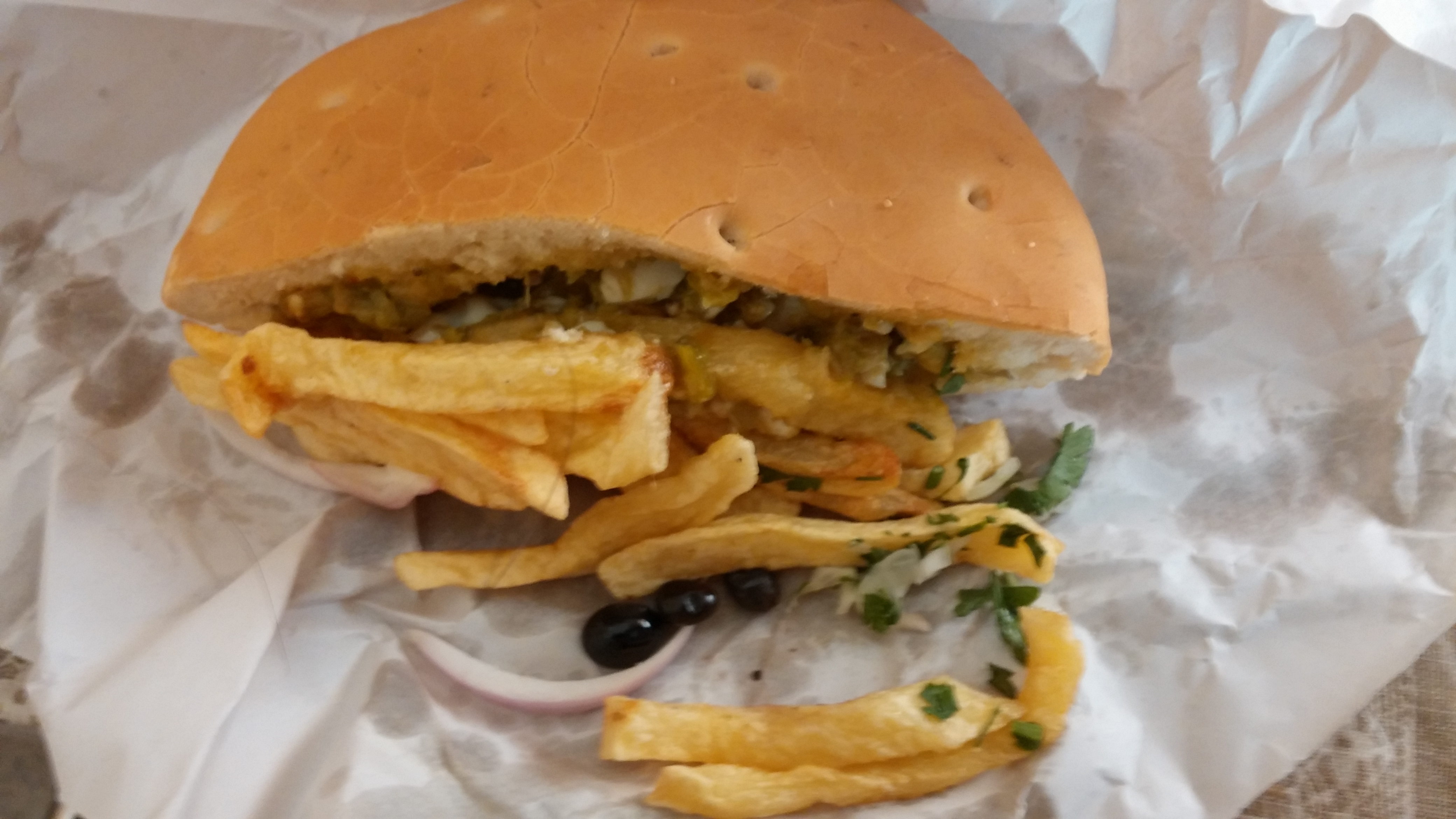
كسكروت كفتاجي من القيروان

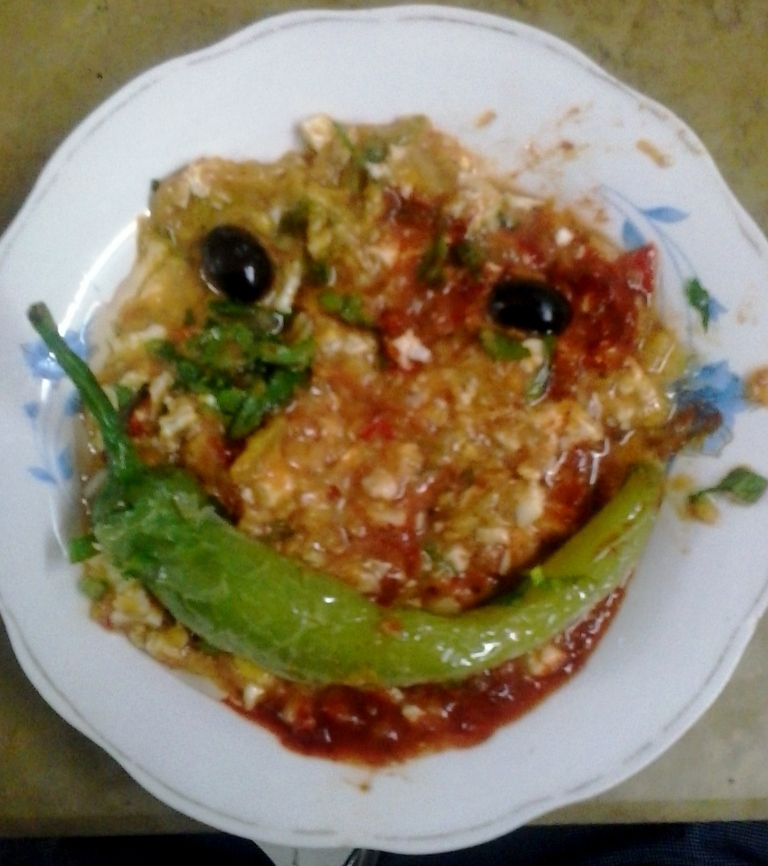
كفتاجي مبتسم

كفتاجي هو طبق رئيسي من أطباق المطبخ التونسي  يقدّم الكفتاجي مع الخبز و هو من الفلفل والطماطم والكبدة والبطاطا والقرع والبيض مقليين مقطّعين متبّلين.

## المقادير

### الكفتاجي
- 250غ من الكبدة
- 4 بطاطا
- 4 فلفل أخضر
- 4 طماطم
- 3 بيضات
- 300غ قرع أحمر
- مكونات صلصة الكفتاجي التونسي:

### الصّلصة
- ملعقة كبيرة معجون طماطم
- ملعقة صغيرة ثوم مهروس
- 2 ملعقة كبيرة زيت زيتون
- ملعقة صغيرة تابل و كروية
- ملعقة صغيرة فلفل أحمر
- ملح
- كوبين من الماء

## طريقة التّحضير
تقلي مكوّنات الكفتاجي من بيض و بطاطا و فلفل أخضر و طماطم و قرع و كبدة ثمّ نقشّرهم و نقطّعم و نتركهم جانبا. بعد ذلك نقوم بإعداد الصّلصة : نقلّي الثوم و الزيت و معجون الطماطم و الفلفل الأحمر و الملح و التابل ثمّ تضيف الماء و نتركهم للغلي حتى تشتد الصلصة و تسكبينها فوق بقيّة المكونات.